# 米切爾 (澳大利亞國會選區)
米切爾選區（英語：Division of Mitchell），是澳大利亞新南威爾士州的下議院選區，位於悉尼西北郊。面積101平方公里。
該區是自由黨的安全選區，工黨上一次勝選是1972年。自2007年起當區議員是亞歷山大·霍克。
選區始於1949年，名字是為紀念測量員、探險家湯瑪斯·米切爾。